# Olios ferox
Olios ferox är en spindelart som först beskrevs av Tord Tamerlan Teodor Thorell 1892.  Olios ferox ingår i släktet Olios och familjen jättekrabbspindlar. Inga underarter finns listade i Catalogue of Life.